# Заварицкий (вулкан)
Заварицкий (Заварицкая сопка) — потухший вулкан на Камчатке. Высота — 1567 м. Находится в самой большой группе вулканов на Камчатке — Авачинско-Корякской группе. Последний раз извергался около 16 тыс. лет назад (голоцен).